# Innuendo (álbum)
Innuendo é o décimo quarto álbum de estúdio da banda inglesa Queen, lançado em 5 de fevereiro de 1991, produzido pelo grupo em parceria com David Richards.
O álbum foi gravado durante os anos de 1989 e 1990 e era planejado inicialmente que fosse lançado no final deste último ano. Sendo assim, aproveitariam a época de natal para alavancar as vendas do disco, mas devido à fragilidade na saúde de Freddie Mercury, as gravações tiveram que transcorrer em um ritmo mais lento, e o álbum acabou sendo lançado somente em fevereiro do ano seguinte.
Assim como no álbum The Miracle, a autoria de todas as faixas aparecem como sendo Queen, exceto na canção "All God's People", creditada ao Queen e Mike Moran. Isso porque esta canção havia sido iniciada durante as gravações do álbum solo de Freddie Mercury, Barcelona, no qual Mike Moran ajudou o músico na composição das canções. A canção "I Can't Live With You", ganhou uma nova versão no álbum Queen Rocks, lançado em 1997.
Innuendo foi recebido como o álbum mais triste que foi feito pelo grupo Queen. Principalmente porque, durante os clipes, principalmente o de "These Are The Days of Our Lives", nota-se um Freddie Mercury visivelmente fraco e abatido, consequência da AIDS que ele contraiu. Freddie Mercury morreu 9 meses depois do lançamento do álbum.

## Faixas
Todas as faixas escritas e compostas por Queen, exceto onde anotado. 
| LP/cassete, Lado A |                          |                              |         |  |
| N.º                | Título                   | Compositor                   | Duração |  |
| 1.                 | "Innuendo"               | Deacon, May, Mercury, Taylor | 6:29    |  |
| 2.                 | "I'm Going Slightly Mad" | Mercury                      | 4:04    |  |
| 3.                 | "Headlong"               | May                          | 4:31    |  |
| 4.                 | "I Can't Live with You"  | May                          | 4:04    |  |
| 5.                 | "Ride the Wild Wind"     | Taylor                       | 4:41    |  |

| LP/cassete version, Lado B |                                   |                      |         |  |
| N.º                        | Título                            | Compositor           | Duração |  |
| 1.                         | "All God's People"                | Mercury, Mike Moran  | 3:53    |  |
| 2.                         | "These Are the Days of Our Lives" | Taylor               | 3:55    |  |
| 3.                         | "Delilah"                         | Mercury              | 3:32    |  |
| 4.                         | "Don't Try So Hard"               | Mercury              | 3:32    |  |
| 5.                         | "The Hitman"                      | Mercury, May, Deacon | 3:43    |  |
| 6.                         | "Bijou"                           | May, Mercury         | 3:36    |  |
| 7.                         | "The Show Must Go On"             | May                  | 4:24    |  |

| Versão CD |                                   |         |  |
| N.º       | Título                            | Duração |  |
| 1.        | "Innuendo"                        | 6:29    |  |
| 2.        | "I'm Going Slightly Mad"          | 4:22    |  |
| 3.        | "Headlong"                        | 4:39    |  |
| 4.        | "I Can't Live with You"           | 4:35    |  |
| 5.        | "Don't Try So Hard"               | 3:39    |  |
| 6.        | "Ride the Wild Wind"              | 4:41    |  |
| 7.        | "All God's People"                | 4:19    |  |
| 8.        | "These Are the Days of Our Lives" | 4:12    |  |
| 9.        | "Delilah"                         | 3:32    |  |
| 10.       | "The Hitman"                      | 4:52    |  |
| 11.       | "Bijou"                           | 3:36    |  |
| 12.       | "The Show Must Go On"             | 4:24    |  |